# Gypona rustica
Gypona rustica är en insektsart som beskrevs av Delong och Freytag 1975. Gypona rustica ingår i släktet Gypona och familjen dvärgstritar. Inga underarter finns listade i Catalogue of Life.